# 2040-talet
2040-talet kommer att bli ett decennium som startar 1 januari 2040 och slutar 31 december 2049.

## Händelser
- 2041
  - 2041 är det år då Antarktisfördraget upphör, vilket innebär att vilken nation som helst får utnyttja kontinenten ifråga. Fördraget kommer dock troligast att förlängas.
- 2045
  - Teknologisk singularitet väntas uppnås enligt Ray Kurzweil.
  - 3 juni – Det finns en risk på 0,033 % att asteroiden 2007 VK184 kommer att kollidera med jorden.
- 2049
  - 7 maj – Merkuriuspassage.